# Curium 242
table
Le curium 242, noté 242Cm, est l'isotope du curium dont le nombre de masse est égal à 242 : son noyau atomique compte 96 protons et 146 neutrons avec un spin 0+ pour une masse atomique de 242,058 83 g/mol. Il est caractérisé par un excès de masse de 54 803,7 ± 1,1 keV et une énergie de liaison nucléaire par nucléon de 7 534,504 ± 0,005 keV.

## Propriétés
Un gramme de curium 242 présente une radioactivité de 126 TBq.
Il donne du plutonium 238 par désintégration α avec une énergie de désintégration de 6,216 MeV et une période radioactive de 162,79 jours. Il présente également 6,2 × 10−6 fission spontanée pour chaque désintégration α. Ce nucléide peut notamment provenir de l'américium 242m :
{\displaystyle \mathrm {^{242m}_{\ \ \ 95}Am\ {\xrightarrow[{141\ ans}]{\gamma \ 49\ keV}}\ _{\ 95}^{242}Am\ {\xrightarrow[{16,2\ heures}]{\beta ^{-}\ 665\ keV}}\ _{\ 96}^{242}Cm\ {\xrightarrow[{162,79\ jours}]{\alpha \ 6,113\ MeV}}\ _{\ 94}^{238}Pu\ {\xrightarrow[{87,74\ ans}]{\alpha \ 5,499\ MeV}}\ _{\ 92}^{234}U} }
Le curium 242 a été proposé comme source d'énergie pour générateur thermoélectrique à radioisotope dans le domaine spatial, en raison de sa puissance spécifique de l'ordre de 120 kW/kg, d'autant qu'il se désintègre en donnant du plutonium 238, qui se trouve être le principal radioisotope actuellement utilisé dans ces générateurs embarqués.